# Tondo severiano

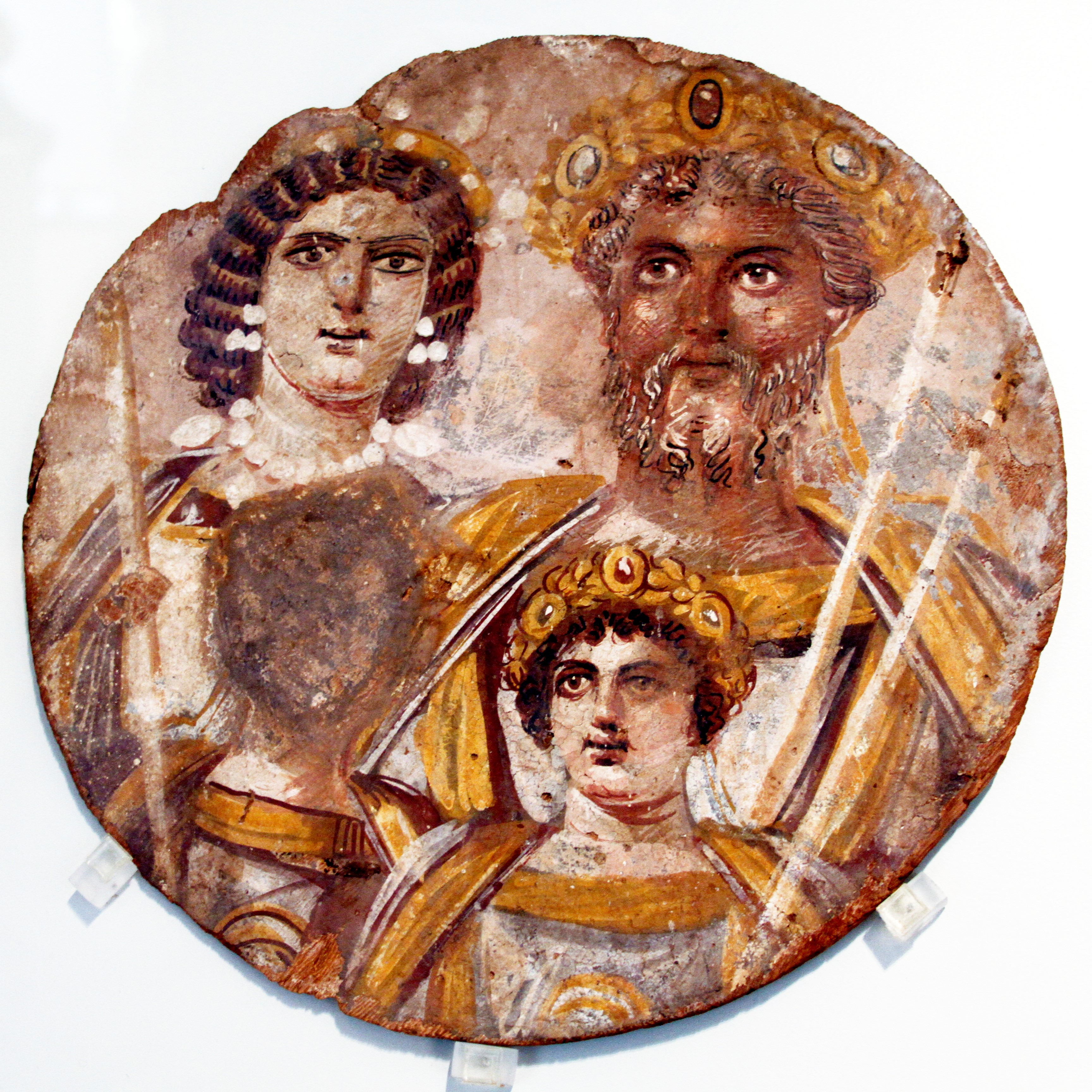
Tondo Severiano con un retrato de la familia imperial, el emperador Septimio Severo con su esposa e hijos.

El Tondo Severiano es uno de los pocos ejemplos conservados de pintura sobre tabla de la Antigüedad clásica y se fecha en torno al año 200. 

## Características
Es una pintura a base de témpera o huevo pintada sobre una tabla de madera circular (tondo), con un diámetro de 30,5 cm. Actualmente, se exhibe en la Antikensammlung Berlin (número de inventario 31329). El panel muestra al emperador romano Septimio Severo con su familia: a la izquierda su esposa Julia Domna, delante de ellos sus hijos Geta y Caracalla. Todos llevan suntuosas prendas ceremoniales; Septimio Severo y sus hijos también están sosteniendo cetros imperiales y llevando coronas de oro decoradas con piedras preciosas. 
La imagen es probablemente un ejemplo de los retratos imperiales que eran producidos en masa para ser exhibidos en las oficinas y edificios públicos de todo el imperio. Como parte del procedimiento legal romano algunos documentos debían ser firmados delante de una imagen del emperador, acto que les confería la misma validez de haber sido firmados realmente en su presencia. Con cada cambio de emperador, eran descartados y reemplazados por los del sucesor. Como la madera es un material orgánico que normalmente no sobrevive al paso del tiempo, el tondo de Berlín es el único ejemplar superviviente de este tipo de pintura. Parece ser de origen egipcio.
Originalmente, el tondo tuvo probablemente una forma cuadrada o rectangular. Esto es más visible en los cetros que los varones portan. Las partes superiores una vez adornadas con los símbolos imperiales han desaparecido. Parece que fue cortado en tiempos modernos para venderlo mejor en el mercado de arte.

## Iconoclasia
La cara de un hijo ha sido borrada en un acto deliberado de iconoclasia. La mayoría de los estudiosos creen que es Geta cuyo rostro ha sido eliminado, probablemente después de su asesinato por su hermano Caracalla y la consiguiente damnatio memoriae. Aun así, es también posible que Geta, como hijo menor, sea el chico más pequeño, y sea el de Caracalla el rostro eliminado, quizás como represalia compensatoria por la ejecución en masa ordenada por Caracalla de jóvenes alejandrinos en el año 215.